# 西部ドイツ放送

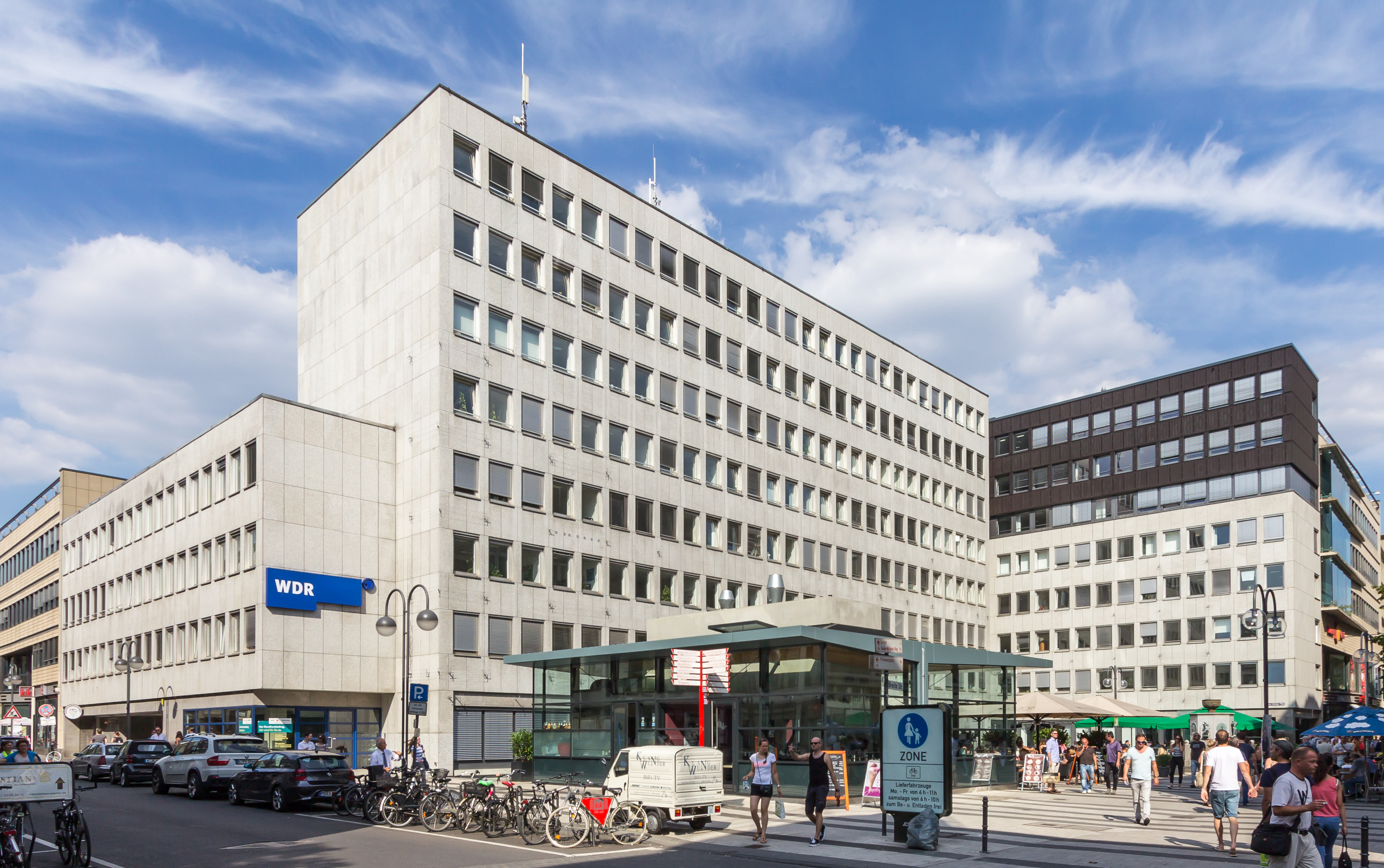
ケルンの本局

西部ドイツ放送・ケルン（せいぶドイツほうそうケルン、ドイツ語: Westdeutscher Rundfunk Köln, WDR）は、ノルトライン＝ヴェストファーレン州ケルンに本部を置く、ドイツの公共放送局。ARD加盟9局のひとつで、ノルトライン＝ヴェストファーレン州のみを放送対象地域とする。西ドイツ放送と訳される場合もある。

## 概要
イギリス占領当局によって設立された北西ドイツ放送（NWDR）のうち、ノルトライン＝ヴェストファーレン州部分が分離して1955年に設立された。ハンブルク市、ニーダーザクセン州、シュレースヴィヒ＝ホルシュタイン州部分は北ドイツ放送（NDR）となった。

## 支局
ケルンの本局以外に、ノルトライン＝ヴェストファーレン州内および国外に支局を有している。

## 関連項目

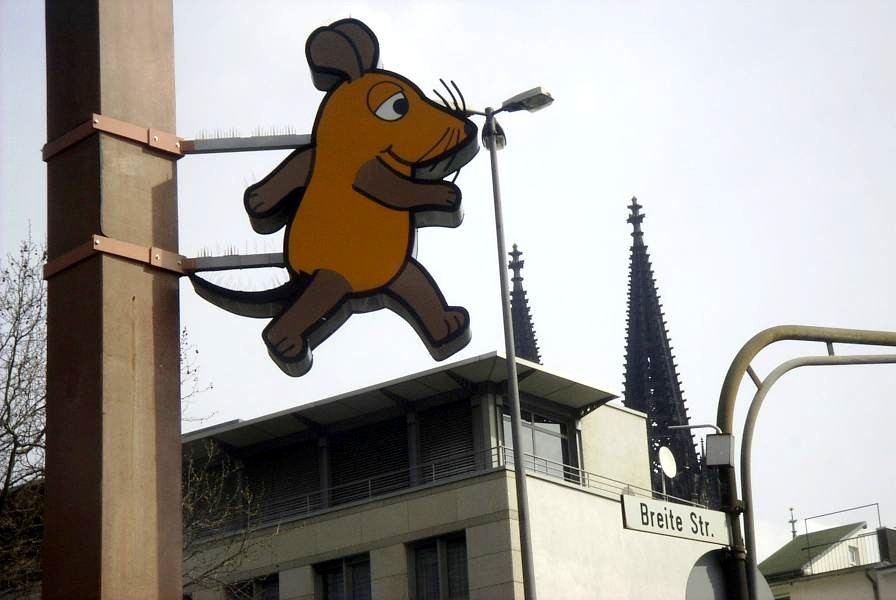
WDR本局所在地である、ケルン市内・ブライテ通りにあるマウスの看板

### ノルトライン＝ヴェストファーレン州内

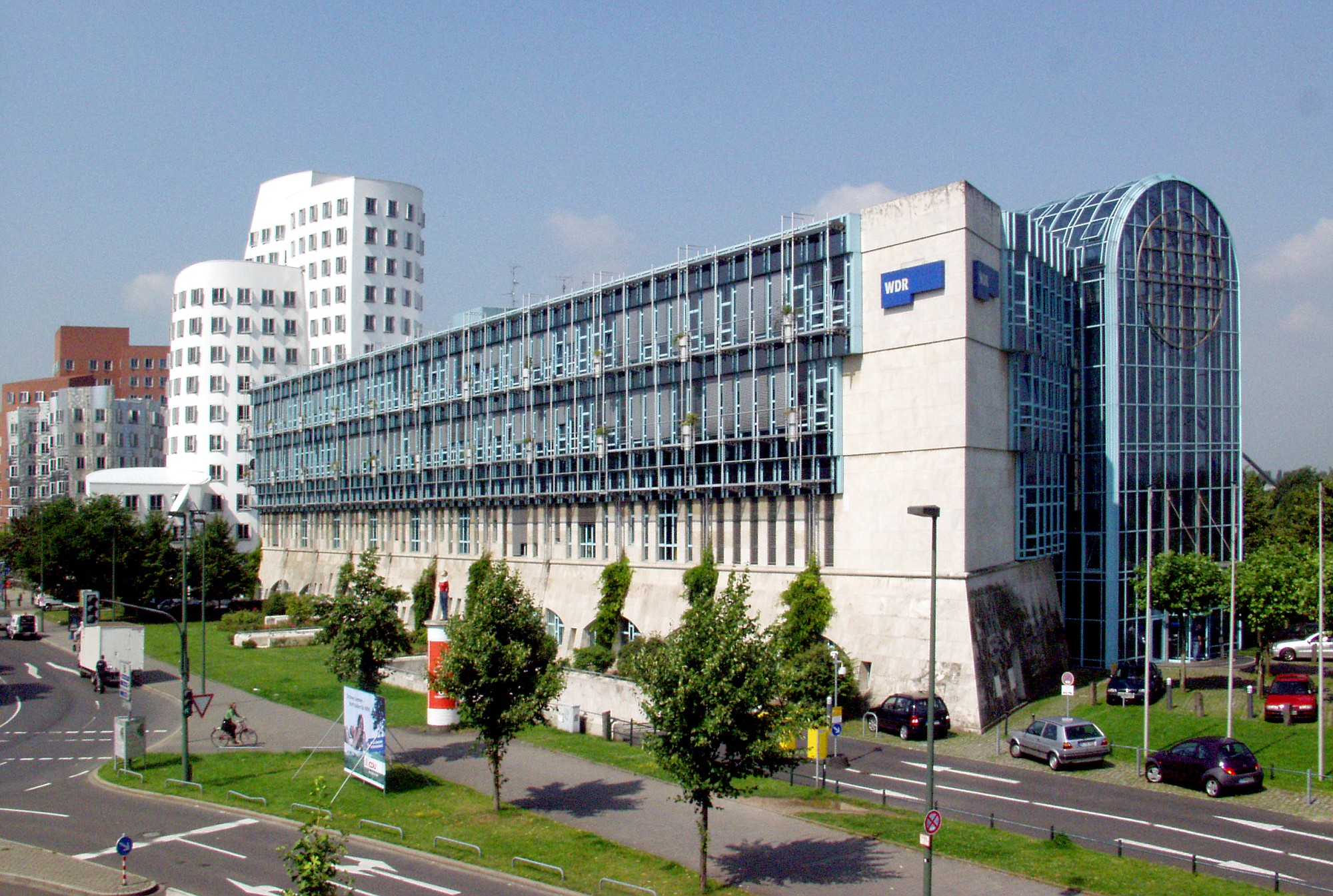
WDRデュッセルドルフ支局

- アーヘン
- アルンスベルク
- ビーレフェルト
- ボン
- ドルトムント
- デュッセルドルフ
- デュイスブルク
- エッセン
- ミュンスター
- ジーゲン
- ヴッパタール

### 国外
- ブリュッセル
- カイロ
- モスクワ
- ナイロビ
- ニューヨーク
- パリ
- ワルシャワ
- ワシントンD.C.